# COVID-19 High Performance Computing Consortium
COVID-19 High Performance Computing Consortium je uskupení státních a akademických institucí a soukromých společností z USA, které v březnu 2020 v reakci na probíhající pandemii covidu-19 začaly koordinovat poskytování výpočetní kapacity svých superpočítačů za účelem výzkumu koronaviru SARS-CoV-2 s cílem urychlit vývoj léku a vakcíny proti onemocnění covid-19.
Koordinační roli v tomto uskupení plní kancelář prezidenta spojených států, US Department of Energy a firma IBM.
Vzniklá síť má k dispozici 16 superpočítačů o celkovém výpočetním výkonu 330 PFLOPS. Celkem v rámci počítačů funguje 775 000 jader CPU a 34 000 GPU.
Výzkumníci mohou požádat o přístup k takto soustředěné výpočetní kapacitě především kvůli simulacím specifických molekul. Simulace jsou v tomto kontextu využitelné především pro předpovídání možných mutací a postupné evoluce viru a pro méně výkonné počítače jsou prakticky nezvládnutelné kvůli nutnosti vyhodnocení velkého množství proměnných.

## Členské organizace

###### Soukromý sektor
- IBM
- Amazon Web Services
- Google Cloud
- Microsoft
- Hewlett Packard Enterprise

###### Akademické instituce
- Massachusetts Institute of Technology
- Rensselaer Polytechnic Institute
- University of California, San Diego

###### Národní laboratoře spadající pod Department of Energy
- Argonne National Laboratory
- Lawrence Livermore National Laboratory
- Los Alamos National Laboratory
- Oak Ridge National Laboratory
- Sandia National Laboratories

###### Federální agentury
- National Science Foundation
  - Pittsburgh Supercomputing Center
  - XSEDE
- NASA

## Zapojené počítače
Součástí sítě je mimo jiné Summit z národní laboratoře Oak Ridge (v březnu 2020 nejvýkonnější centralizovaný superpočítač na světě) nebo superpočítač Sierra z laboratoře Lawrence Liwermoore.